# Yasuji Miyazaki
Yasuji Miyazaki, född 15 oktober 1916 i Kosai, död 30 december 1989, var en japansk simmare.
Miyazaki blev olympisk guldmedaljör på 100 meter frisim vid sommarspelen 1932 i Los Angeles.